# Michael Almebäck
Michael Carl-Eric Almebäck (* 4. April 1988 in Stockholm) ist ein schwedischer ehemaliger Fußballspieler.

## Karriere
Almebäck begann mit dem Fußballspielen bei Ängby IF, ehe er 2000 zur Nachwuchsabteilung des IF Brommapojkarna stieß. Dort durchlief er die einzelnen Jugendmannschaften und rückte während der Zweitliga-Spielzeit 2006 in den Kader der Männermannschaft auf. Nach seinem Debüt in der Superettan war er zeitweise Stammspieler und trug mit elf Spieleinsätzen zum erstmaligen Aufstieg des Klubs in die Allsvenskan bei. Hier war er Ergänzungsspieler, in lediglich einem seiner drei Erstligaspiele stand er in der Anfangsformation. Nach dem direkten Wiederabstieg blieb er beim Klub, saß aber weiterhin die meiste Zeit auf der Ersatzbank.
Anfang 2009 verließ Almebäck daher seinen bisherigen Klub und schloss sich dem Örebro SK in der Allsvenskan an, bei dem er einen bis zum Sommer gültigen Kontrakt unterzeichnete. Auf Anhieb stand er bei seinem neuen Verein in der Startformation und wusste zu überzeugen, so dass er bereits im Mai seinen Vertrag bis Ende 2011 verlängerte. Durch seine guten Leistungen, die zur Etablierung der von Sixten Boström betreuten Mannschaft im vorderen Mittelfeld beitrugen, empfahl er sich für die schwedische U-21-Nationalmannschaft, bei der er im Saisonverlauf zum Stammspieler wurde. Auch Nationaltrainer Erik Hamrén honorierte seine Auftritte und berief ihn für die Auftaktländerspiele im Januar 2010 in die A-Nationalmannschaft. Beim 1:1-Unentschieden gegen die syrische Nationalelf am 23. Januar debütierte er an der Seite der Neulinge Joel Ekstrand und Emil Johansson in der Abwehrkette.
In der Spielzeit 2010 gehörte Almebäck mit Örebro SK zu den Überraschungen. An der Seite von Patrik Anttonen, Magnus Kihlberg, Astrit Ajdarevic und Paulinho Guará belegte er mit der Mannschaft den dritten Tabellenplatz und qualifizierte sich somit für die UEFA Europa League. Nachdem er mit der U-21-Auswahl erst in den Play-off-Spielen zur U-21-Europameisterschaft 2011 gegen die Schweizer U-21-Auswahlmannschaft ausgeschieden war, kehrte er Anfang 2011 wieder in die Nationalelf zurück und bestritt gegen Botswana und Zypern zwei weitere Spiele im Nationaljersey. Parallel sorgte er für Aufmerksamkeit, als er ein Vertragsangebot von ÖSK zur Verlängerung seines auslaufenden Kontraktes ablehnte und mit einem Wechsel ins Ausland liebäugelte.
Im Juni 2011 verließ Almebäck nach zehn Einsätzen im ersten Drittel der Spielzeit 2011 Schweden. Beim belgischen Klub FC Brügge, der zuvor bereits seinen Landsmann Fredrik Stenman verpflichtet hatte, unterzeichnete er einen Vier-Jahres-Kontrakt. Hier spielte er bis zum Sommer 2013 und schloss sich dann Brøndby IF an. Das komplette Jahr 2015 wurde er an Esbjerg fB verliehen. Kurz nach seiner Rückkehr zu Brøndby wurde er im Januar 2016 fest an Örebro SK abgegeben. Dort blieb er sechs Jahre bis zum Karriereende und absolvierte 164 Pflichtspiele.
Das einzige Tor seiner Karriere gelang ihm im April 2016 in Spiel der Allsvenskan gegen Helsingborgs IF. In den folgenden Spielzeiten gehörte Almebäck in der Innenverteidigung von Örebro fest zur Stammelf. Am Ende der Saison beendete Almebäck seine aktive Laufbahn, konnte in dieser Saison den Abstieg seiner Mannschaft in die zweite Liga aber auch nicht verhindern.